# Villers-le-Sec (Haute-Saône)
Villers-le-Sec é uma comuna francesa na região administrativa de Borgonha-Franco-Condado, no departamento de Alto Sona. Estende-se por uma área de 11,11 km². Em 2010 a comuna tinha 547 habitantes (densidade: 49,2 hab./km²).